# George Steele
William James Myers, più conosciuto con il ring name George "The Animal" Steele, detto Jim (Detroit, 16 aprile 1937 – Cocoa Beach, 16 febbraio 2017), è stato un wrestler e attore statunitense.
La sua carriera è durata dal 1967 al 1989 (escludendo alcune apparizioni negli anni novanta e duemila).
Ha anche recitato nel film Ed Wood diretto da Tim Burton al fianco di Johnny Depp nel ruolo di Tor Johnson.

## Carriera nel wrestling
Myers iniziò la propria carriera nel wrestling professionistico nella zona di Detroit, ma per proteggere la sua privacy, combatteva mascherato sotto il nome di The Student. Scoperto dal campione World Wide Wrestling Federation Bruno Sammartino, nel 1967 partecipò a Pittsburgh al popolare show televisivo Studio Wrestling trasmesso dalla WIIC-TV (poi WPXI-TV) su Channel 11. Qui smise di usare la maschera, ma continuò a celare il suo vero nome, adottando il ring name "George Steele".

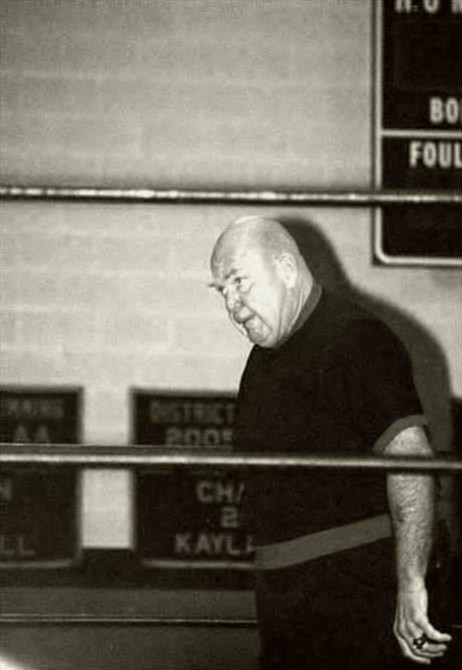
George Steele

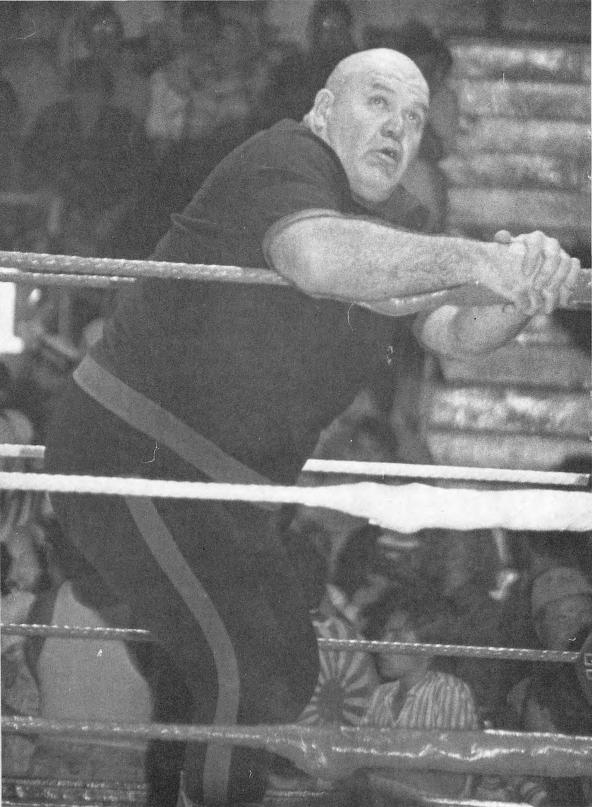
George Steele nel 1987

Lavorando bene con Sammartino, Steele venne presto contattato dalla WWF. Presentandosi al debutto, egli disse al commentatore TV WWF Ray Morgan di essere il nipote di Ray Steele (kayfabe) e di avere una grande esperienza alle spalle nella lotta studentesca. Nelle varie interviste dell'epoca si dilungava nel descrivere le sue tecniche di combattimento, rendendo quantomeno incongrua la sua successiva gimmick da "uomo di Neanderthal" che lo avrebbe portato al successo. Lottò con Sammartino in un match pareggiato della durata di un'ora al Madison Square Garden ma poi perse nel rematch. A Boston, scritturato per una serie di incontri con Sammartino, ebbe una delle poche vittorie "pulite" su Victor Rivera, idolo del pubblico. Successivamente Steele venne relegato in feud con Chief Jay Strongbow, e Édouard Carpentier.
Da qui in avanti la carriera di Steele ebbe un'impennata. Intraprese la gimmick del selvaggio monster heel, una sorta di bestione ritardato ed animalesco dalla lingua verde che nel ring strappava con i denti e divorava il rivestimento interno dei sostegni dei paletti dello stesso. Ribattezzatosi George "The Animal" Steele, utilizzava una postura scimmiesca e si rasò completamente il cranio, mantenendo però una folta peluria sul corpo (specialmente sulla schiena); con questo nuovo look i commentatori di wrestling spesso si riferivano a lui come all'anello mancante nella catena evolutiva tra l'uomo e la bestia. Praticamente muto, The Animal poteva occasionalmente pronunciare qualche parola isolata durante le interviste oltre agli abituali versi gutturali.
Nel corso degli anni Steele passò dal ruolo di "cattivo" ad essere uno dei wrestler più amati delle prime edizioni di WrestleMania nella seconda metà degli anni ottanta. Diventò ufficialmente un "face" ("buono") durante Saturday Night's Main Event quando i suoi partner di coppia in un six-man match, Nikolai Volkoff e Iron Sheik, lo abbandonarono nel corso dell'incontro lasciandolo solo alla mercé degli avversari (Ricky Steamboat e gli U.S. Express (Barry Windham & Mike Rotunda). La sua faida più famosa fu quella contro "Macho Man" Randy Savage, nel 1986, scaturita dalla passione amorosa di Steele verso la valletta di Savage, Miss Elizabeth. Il feud era stato pianificato per durare solo un paio di mesi, ma si rivelò così popolare presso i fan che proseguì nel 1987. Nel 1988 partecipò alla Battle Royal di Wrestlemania IV, ma rimase fuori dal ring per l'intera durata del match. Più avanti nel 1988 Steele si ritirò dall'attività agonistica a causa dell'insorgere della malattia di Crohn. Un decennio dopo, sarebbe tornato alla lotta per breve tempo entrando a far parte, durante l'era Attitude, del gruppo The Oddities. Nel 1999 Steele è apparso nel pay-per-view Heroes of Wrestling dove ha affrontato Greg "The Hammer" Valentine venendo sconfitto. Nel 2008, Steele è riapparso nella Total Nonstop Action Wrestling (TNA) a Slammiversary come invitato al matrimonio di "Black Machismo" Jay Lethal e So Cal Val, insieme a Koko B. Ware, Kamala, e Jake "The Snake" Roberts.
Steele ha fatto un'apparizione a sorpresa in WWE nella puntata di Raw del 15 novembre 2010 durante il match tra David Otunga e Kofi Kingston.

## Morte
Il 16 febbraio 2017 Myers è deceduto a causa di un'insufficienza renale all'età di 79 anni.

## Riferimenti in altri media
Steele appare nel videogame WWE SmackDown! Here Comes the Pain come personaggio giocabile nella categoria "leggende". Inoltre, venne incluso in tutti e tre i capitoli della serie Legends of Wrestling della Konami.
Una canzone intitolata George Steele appare nell'album Charmed Life della band punk rock Half Japanese. Il testo del brano contiene la frase: «There's a man who I admire, a man who set his hair on fire» ("C'è un uomo che ammiro, un uomo che si diede fuoco ai capelli").
Nella sitcom Seinfeld viene fatto un riferimento a Steele nella puntata The Bizarro Jerry. Commentando con disgusto le mani della sua attuale ragazza, Jerry esclama: «I feel like I'm dating George "The Animal" Steele» ("Mi sento come se stessi uscendo con George "The Animal" Steele").

## Personaggio

### Mosse finali
- Flying Hammerlock
- Big Splash

## Titoli e riconoscimenti
- Cauliflower Alley Club
  - Other honoree (2004)
- Grande Wrestling Alliance
  - GWA Heavyweight Championship (1)[7]
- National Wrestling Alliance
  - NWA World Tag Team Championship (Detroit version) (1) - con Frankie Laine
- Professional Wrestling Hall of Fame
  - Classe del 2005
- Pro Wrestling Illustrated
  - 267º nella lista dei 500 migliori wrestler singoli nei "PWI Years" del 2003.
- World Wrestling Federation
  - WWF Hall of Fame (1995)
  - Slammy Award for Best Performance by an Animal (1987)
- Wrestling Observer Newsletter
  - Most Embarrassing Wrestler (1987, 1988)
  - Worst Feud of the Year (1987) vs. Danny Davis
  - Worst Tag Team (1986) con Junkyard Dog

## Filmografia
- Per favore, ammazzatemi mia moglie (Ruthless People), regia di Jim Abrahams, David Zucker e Jerry Zucker (1986) - non accreditato
- Missili per casa (Mr. Nanny), regia di Michael Gottlieb (1993)
- Ed Wood, regia di Tim Burton (1994)
- Squeegee, regia di Carrie Pittman - cortometraggio (1996)
- Used Cars, regia di Melissa Carter - cortometraggio (1997)
- Blowfish, regia di Mark Caraguilo e Luanne DiBernado (1997)
- Florida City, regia di Ralph Clemente (2003)
- South of Heaven, regia di Jonathan Vara (2008)
- Boston Girls, regia di Gabriel Bologna (2010)
- Kay.Fabe, regia di Tony Montana - cortometraggio (2011)